# Lista de indicações brasileiras ao Emmy Internacional

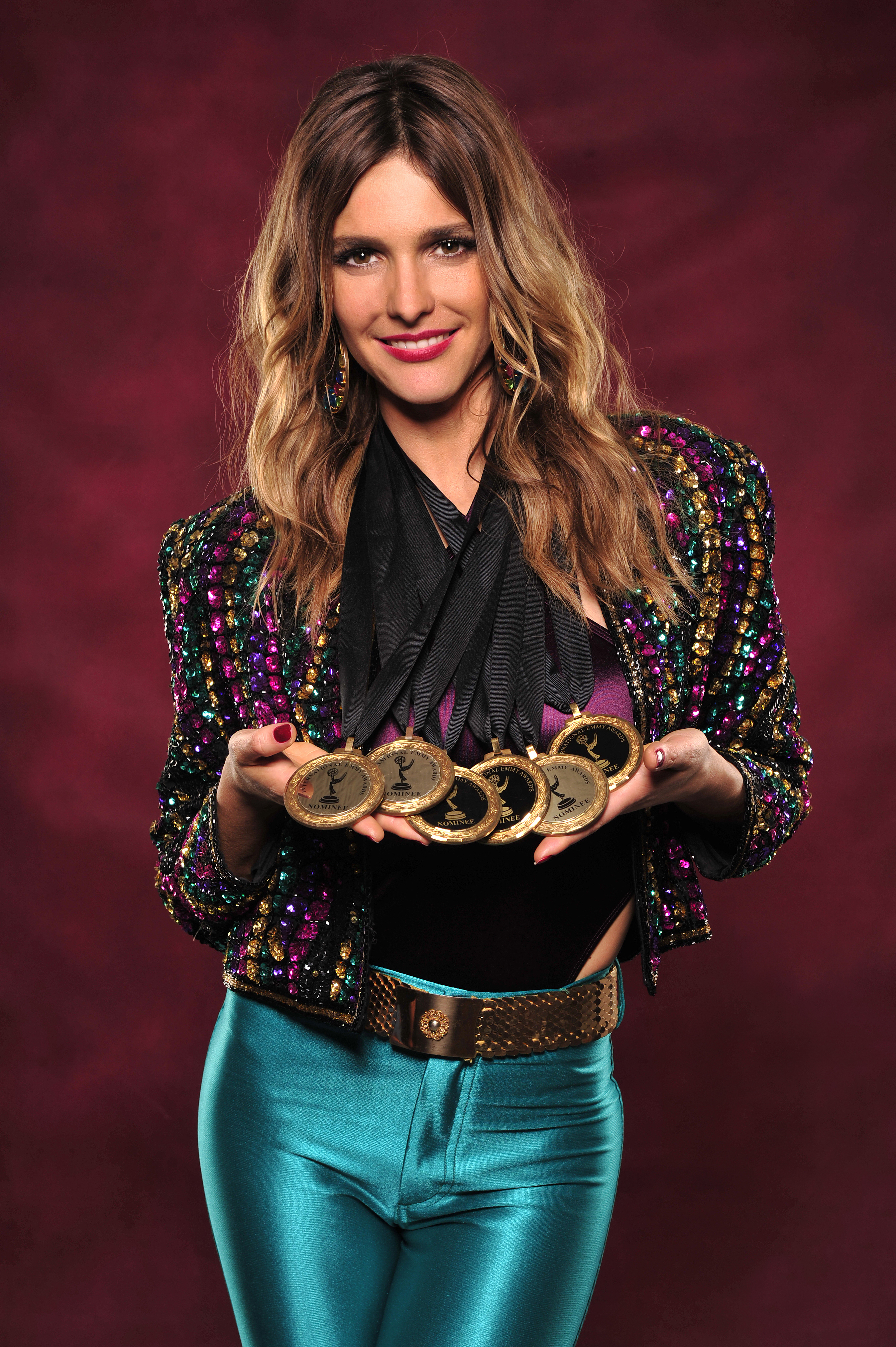
A modelo, atriz e apresentadora de televisão brasileira Fernanda Lima com as seis medalhas das indicações dos programas da TV Globo ao Internacional Emmy Awards em 2012.

Esta é uma lista de indicações brasileiras ao Prémio Emmy Internacional, prêmio entregue anualmente pela Academia Internacional das Artes e Ciências Televisivas desde 1973. O Brasil já foi indicado 167 vezes ao Emmy desde 1976 quando o fundador da TV Globo, o jornalista Roberto Marinho, foi homenageado pela Conselho Internacional da Academia Nacional de Artes e Ciências Televisivas com o Directorate Award Citation. Em 1981, o país vencia sua primeira estatueta com o musical A Arca de Noé, série baseada no disco homônimo do músico Vinicius de Moraes, e produzida pela TV Globo. Ao todo são 22 vitórias brasileiras, 18 somente da TV Globo. Em 2020, o Brasil ganhou dois prêmios Emmy, nas categorias Melhor Telenovela (Órfãos da Terra) e Melhor Comédia (Ninguém Tá Olhando).

## Dramaturgia

### Telenovela
| Ano  | Trabalho                | Emissora | Resultado | Ref.          |
| ---- | ----------------------- | -------- | --------- | ------------- |
| 2008 | Paraíso Tropical        | TV Globo | Indicado  | [ 2 ]         |
| 2009 | Caminho das Índias      | TV Globo | Vencedor  | [ 3 ]         |
| 2011 | Araguaia                | TV Globo | Indicado  | [ 4 ]         |
| 2012 | O Astro                 | TV Globo | Venceu    |               |
| 2013 | Lado a Lado             | TV Globo | Venceu    | [ 5 ]         |
| 2013 | Avenida Brasil          | TV Globo | Indicado  | [ 5 ] [ 6 ]   |
| 2014 | Joia Rara               | TV Globo | Venceu    |               |
| 2015 | Império                 | TV Globo | Venceu    | [ 7 ] [ 8 ]   |
| 2016 | Verdades Secretas       | TV Globo | Venceu    | [ 9 ]         |
| 2016 | A Regra do Jogo         | TV Globo | Indicado  | [ 9 ]         |
| 2017 | Totalmente Demais       | TV Globo | Indicado  | [ 10 ] [ 11 ] |
| 2017 | Velho Chico             | TV Globo | Indicado  | [ 10 ] [ 11 ] |
| 2020 | Órfãos da Terra         | TV Globo | Venceu    | [ 12 ]        |
| 2021 | Amor de Mãe             | TV Globo | Indicado  |               |
| 2022 | Nos Tempos do Imperador | TV Globo | Indicado  | [ 13 ]        |
| 2023 | Cara e Coragem          | TV Globo | Indicado  | [ 14 ]        |
| 2023 | Pantanal                | TV Globo | Indicado  | [ 14 ]        |

### Telefilme ou Minissérie
| Ano  | Trabalho                          | Emissora   | Resultado | Ref.          |
| ---- | --------------------------------- | ---------- | --------- | ------------- |
| 2005 | Hoje É Dia de Maria               | TV Globo   | Indicado  |               |
| 2006 | Filhos do Carnaval                | HBO Brasil | Indicado  |               |
| 2007 | Antônia                           | TV Globo   | Indicado  |               |
| 2009 | Maysa: Quando Fala o Coração      | TV Globo   | Indicado  | [ 15 ]        |
| 2010 | Som & Fúria                       | TV Globo   | Indicado  |               |
| 2012 | Homens de Bem                     | TV Globo   | Indicado  | [ 16 ]        |
| 2014 | Alexandre e Outros Heróis         | TV Globo   | Indicado  |               |
| 2016 | Os Experientes                    | TV Globo   | Indicado  |               |
| 2017 | Alemão: Os Dois Lados do Complexo | TV Globo   | Indicado  | [ 10 ] [ 11 ] |
| 2018 | Mais Forte que o Mundo            | TV Globo   | Indicado  | [ 17 ] [ 18 ] |
| 2019 | Se Eu Fechar os Olhos Agora       | TV Globo   | Indicado  | [ 19 ]        |
| 2020 | Elis – Viver é Melhor que Sonhar  | TV Globo   | Indicado  | [ 12 ]        |
| 2021 | Todas as Mulheres do Mundo        | Globoplay  | Indicado  |               |
| 2024 | Anderson Spider Silva             | Paramount+ | Indicado  | [ 20 ]        |

### Série Dramática
| Ano  | Trabalho           | Emissora   | Resultado | Ref.          |
| ---- | ------------------ | ---------- | --------- | ------------- |
| 2006 | Sinhá Moça         | TV Globo   | Indicado  | [ 21 ]        |
| 2006 | Mandrake           | HBO Brasil | Indicado  |               |
| 2007 | Mothern            | GNT        | Indicado  | [ 22 ]        |
| 2008 | Mandrake           | HBO Brasil | Indicado  | [ 23 ]        |
| 2011 | Na Forma da Lei    | TV Globo   | Indicado  | [ 24 ]        |
| 2013 | O Brado Retumbante | TV Globo   | Indicado  | [ 25 ] [ 5 ]  |
| 2015 | Psi                | HBO Brasil | Indicado  | [ 25 ] [ 5 ]  |
| 2017 | Justiça            | TV Globo   | Indicado  | [ 10 ] [ 11 ] |
| 2018 | 1 Contra Todos     | Fox Brasil | Indicado  | [ 17 ] [ 18 ] |
| 2019 | 1 Contra Todos     | Fox Brasil | Indicado  | [ 19 ]        |

### Série de Comédia
| Ano  | Trabalho                              | Emissora       | Resultado | Ref.          |
| ---- | ------------------------------------- | -------------- | --------- | ------------- |
| 2006 | Os Amadores                           | TV Globo       | Indicado  |               |
| 2007 | Os Amadores                           | TV Globo       | Indicado  | [ 26 ]        |
| 2009 | Ó Paí, Ó                              | TV Globo       | Indicado  | [ 27 ]        |
| 2011 | Separação?!                           | TV Globo       | Indicado  | [ 28 ]        |
| 2012 | A Mulher Invisível                    | TV Globo       | Vencedor  | [ 29 ]        |
| 2013 | Como Aproveitar o Fim do Mundo        | TV Globo       | Indicado  | [ 5 ]         |
| 2014 | A Mulher do Prefeito                  | TV Globo       | Indicado  | [ 30 ]        |
| 2015 | Doce de Mãe                           | TV Globo       | Vencedor  | [ 7 ] [ 8 ]   |
| 2016 | Zorra                                 | TV Globo       | Indicado  |               |
| 2017 | Tá no Ar: a TV na TV                  | TV Globo       | Indicado  | [ 10 ] [ 11 ] |
| 2019 | Especial de Natal: Se Beber, Não Ceie | Netflix Brasil | Venceu    | [ 19 ]        |
| 2020 | Ninguém Tá Olhando                    | Netflix Brasil | Venceu    | [ 12 ]        |

### Atriz
| Ano  | Indicada            | Trabalho                              | Emissora   | Resultado | Ref.          |
| ---- | ------------------- | ------------------------------------- | ---------- | --------- | ------------- |
| 2005 | Carolina Oliveira   | Hoje É Dia de Maria                   | TV Globo   | Indicada  | [ 31 ] [ 32 ] |
| 2007 | Lilia Cabral        | Páginas da Vida                       | TV Globo   | Indicada  |               |
| 2008 | Irene Ravache       | Eterna Magia                          | TV Globo   | Indicada  | [ 33 ]        |
| 2010 | Lilia Cabral        | Viver a Vida                          | TV Globo   | Indicada  | [ 34 ]        |
| 2011 | Adriana Esteves     | Dalva e Herivelto: Uma Canção de Amor | TV Globo   | Indicada  | [ 35 ]        |
| 2013 | Fernanda Montenegro | Doce de Mãe (telefilme)               | TV Globo   | Venceu    | [ 36 ]        |
| 2015 | Fernanda Montenegro | Doce de Mãe (telessérie)              | TV Globo   | Indicada  | [ 7 ]         |
| 2016 | Grazi Massafera     | Verdades Secretas                     | TV Globo   | Indicada  | [ 7 ]         |
| 2017 | Adriana Esteves     | Justiça                               | TV Globo   | Indicada  | [ 10 ] [ 11 ] |
| 2018 | Denise Weinberg     | Psi                                   | HBO Brasil | Indicada  | [ 17 ] [ 18 ] |
| 2019 | Marjorie Estiano    | Sob Pressão                           | TV Globo   | Indicada  | [ 19 ]        |
| 2020 | Andréa Beltrão      | Hebe                                  | Globoplay  | Indicada  | [ 12 ]        |
| 2022 | Letícia Colin       | Onde Está Meu Coração                 | Globoplay  | Indicado  | [ 13 ]        |

### Ator
| Ano  | Indicado        | Trabalho                              | Emissora    | Resultado | Ref.          |
| ---- | --------------- | ------------------------------------- | ----------- | --------- | ------------- |
| 2005 | Douglas Silva   | Cidade dos Homens                     | TV Globo    | Indicado  | [ 37 ]        |
| 2007 | Lázaro Ramos    | Cobras & Lagartos                     | TV Globo    | Indicado  | [ 38 ]        |
| 2008 | Pedro Cardoso   | A Grande Família                      | TV Globo    | Indicado  |               |
| 2011 | Fábio Assunção  | Dalva e Herivelto: Uma Canção de Amor | TV Globo    | Indicado  |               |
| 2013 | Marcos Palmeira | Mandrake                              | HBO Brasil  | Indicado  | [ 5 ]         |
| 2015 | Emílio de Mello | Psi                                   | HBO Brasil  | Indicado  | [ 7 ] [ 8 ]   |
| 2016 | Alexandre Nero  | A Regra do Jogo                       | TV Globo    | Indicado  |               |
| 2017 | Júlio Andrade   | 1 Contra Todos                        | Fox Brasil  | Indicado  | [ 39 ] [ 11 ] |
| 2018 | Júlio Andrade   | 1 Contra Todos                        | Fox Brasil  | Indicado  | [ 17 ] [ 18 ] |
| 2019 | Raphael Logam   | Impuros                               | Fox Premium | Indicado  | [ 19 ]        |
| 2020 | Raphael Logam   | Impuros                               | Fox Premium | Indicado  | [ 12 ]        |
| 2024 | Júlio Andrade   | Betinho - No Fio da Navalha           | Globoplay   | Indicado  | [ 40 ] [ 20 ] |

### Programa de Artes Populares
| Ano  | Trabalho              | Emissora | Resultado | Ref.   |
| ---- | --------------------- | -------- | --------- | ------ |
| 1981 | Arca de Noé           | TV Globo | Vencedor  | [ 41 ] |
| 1982 | Morte e Vida Severina | TV Globo | Vencedor  | [ 42 ] |

### Diretor
| Ano  | Direção                | Emissora    | Resultado | Ref.   |
| ---- | ---------------------- | ----------- | --------- | ------ |
| 1976 | Roberto Marinho        | TV Globo    | Vencedor  | [ 43 ] |
| 1983 | Roberto Marinho        | TV Globo    | Vencedor  |        |
| 2014 | Roberto Irineu Marinho | Grupo Globo | Vencedor  |        |

### Série de Curta Duração
| Ano  | Trabalho               | Emissora                  | Resultado | Ref.          |
| ---- | ---------------------- | ------------------------- | --------- | ------------- |
| 2019 | Hack The City          | Fox Lab Brazil / Yourmama | Venceu    | [ 19 ]        |
| 2021 | Diário de Um Confinado | Globoplay                 | Indicado  |               |
| 2023 | Linchamentos           | PlayPlus                  | Indicado  | [ 14 ] [ 44 ] |

## Artes e entretenimento

### Programa de Entretenimento sem Roteiro
| Ano  | Trabalho                   | Emissora | Resultado | Ref.   |
| ---- | -------------------------- | -------- | --------- | ------ |
| 2006 | Big Brother Brasil 6       | TV Globo | Indicado  | [ 45 ] |
| 2012 | Planeta Extremo            | TV Globo | Indicado  | [ 46 ] |
| 2016 | Adotada                    | MTV      | Indicado  |        |
| 2020 | Canta Comigo               | RecordTV | Indicado  |        |
| 2023 | A Ponte: The Bridge Brasil | Max      | Venceu    | [ 14 ] |

### Programa Artístico
| Ano  | Trabalho                                | Emissora          | Resultado | Ref.          |
| ---- | --------------------------------------- | ----------------- | --------- | ------------- |
| 2007 | Por Toda Minha Vida: Elis Regina        | TV Globo          | Indicado  |               |
| 2008 | Por Toda Minha Vida: Nara Leão          | TV Globo          | Indicado  |               |
| 2009 | Por Toda Minha Vida: Mamonas Assassinas | TV Globo          | Indicado  |               |
| 2010 | Por Toda Minha Vida: Cazuza             | TV Globo          | Indicado  | [ 47 ]        |
| 2011 | Por Toda Minha Vida: Adoniran Barbosa   | TV Globo          | Indicado  |               |
| 2012 | Por Toda Minha Vida: Cartola            | TV Globo          | Indicado  | [ 48 ]        |
| 2018 | Palavras em Série                       | GNT               | Indicado  | [ 17 ] [ 18 ] |
| 2019 | Ópera Aberta: Os Pescadores de Pérolas  | HBO Latin America | Indicado  | [ 19 ]        |
| 2021 | Emicida: Amarelo - É Tudo Pra Ontem     | Netflix           | Indicado  |               |

### Documentário
| Ano  | Trabalho                                    | Emissora                     | Resultado | Ref.          |
| ---- | ------------------------------------------- | ---------------------------- | --------- | ------------- |
| 1998 | Futebol                                     | GNT                          | Indicado  | [ 49 ]        |
| 2008 | Colisão sobre a Amazônia                    | Discovery Channel Brasil     | Indicado  | [ 50 ]        |
| 2010 | Kuarup: A alma perdida vai voltar           | TV Globo                     | Indicado  | [ 51 ]        |
| 2014 | De volta                                    | Futura                       | Indicado  |               |
| 2014 | O Infiltrado                                | History Channel              | Indicado  |               |
| 2018 | Eu Sou Assim                                | GNT / TV Zero                | Indicado  | [ 17 ] [ 18 ] |
| 2019 | A Primeira Pedra                            | Canal Futura / Couro de Rato | Indicado  | [ 19 ]        |
| 2021 | Cercados                                    | Globoplay                    | Indicado  |               |
| 2022 | O Caso Evandro                              | Globoplay                    | Indicado  | [ 13 ]        |
| 2023 | Dossiê Chapecó: O jogo por trás da tragédia | Warner Bros. Discovery       | Indicado  | [ 14 ]        |
| 2024 | Transo                                      | Canal Futura                 | Indicado  | [ 20 ]        |

## Notícias e Atualidades

### Noticiário
| Ano  | Trabalho                                                                                   | Emissora             | Resultado | Ref.          |
| ---- | ------------------------------------------------------------------------------------------ | -------------------- | --------- | ------------- |
| 2002 | Jornal Nacional por Ataques de 11 de setembro de 2001                                      | TV Globo             | Indicado  |               |
| 2005 | Jornal Nacional por Reeleição do ex-presidente americano George Bush                       | TV Globo             | Indicado  |               |
| 2007 | Jornal Nacional por Caravana JN                                                            | TV Globo             | Indicado  |               |
| 2008 | Jornal Nacional por Voo TAM 3054                                                           | TV Globo             | Indicado  |               |
| 2009 | Jornal Nacional por Caso Eloá Cristina                                                     | TV Globo             | Indicado  |               |
| 2010 | Jornal Nacional por Blackout no Brasil                                                     | TV Globo             | Indicado  |               |
| 2011 | Jornal Nacional por Guerra contra as drogas                                                | TV Globo             | Venceu    | [ 52 ]        |
| 2012 | Jornal Nacional por Cobertura das chuvas no Rio de Janeiro                                 | TV Globo             | Indicado  |               |
| 2013 | Jornal Nacional por Desabamentos no centro do Rio de Janeiro                               | TV Globo             | Indicado  | [ 53 ]        |
| 2014 | Jornal Nacional e Fantástico por Incêndio na boate Kiss                                    | TV Globo             | Indicado  | [ 54 ]        |
| 2015 | Jornal Nacional e Jornal Hoje por Morte de Eduardo Campos                                  | TV Globo             | Indicado  | [ 55 ]        |
| 2016 | Jornal Nacional e Fantástico por O surto de microcefalia no Brasil                         | TV Globo             | Indicado  | [ 56 ]        |
| 2017 | Jornal Nacional por Escândalo Ryan Lochte                                                  | TV Globo             | Indicado  | [ 57 ]        |
| 2018 | Rebelião na Penitenciária de Alcaçuz - A crise no sistema prisional brasileiro             | GloboNews            | Indicado  | [ 58 ]        |
| 2019 | Jornal Nacional, Jornal GloboNews e Fantástico por Morte de Marielle Franco                | GloboNews e TV Globo | Indicado  | [ 59 ] [ 60 ] |
| 2020 | RJ2 por Servidores públicos fantasmas da Assembleia Legislativa do Rio de Janeiro (ALERJ). | TV Globo             | Indicado  | [ 61 ]        |
| 2021 | Jornal Nacional por COVID-19 no Brasil                                                     | TV Globo             | Indicado  |               |
| 2022 | Jornal Nacional por Caso Prevent Senior                                                    | TV Globo             | Indicado  | [ 62 ] [ 63 ] |
| 2023 | Jornal Nacional e Fantástico por Assassinatos de Bruno Pereira e Dom Phillips              | TV Globo             | Indicado  |               |
| 2024 | Globonews e RJ2 por Folha Secreta                                                          | Globonews e TV Globo | Indicado  |               |

### Programa de Atualidades
| Ano  | Trabalho                                                                                                | Emissora                 | Resultado | Ref.          |
| ---- | --- | ------------------------ | --------- | ------------- |
| 2008 | Linha Direta por Acidente radiológico de Goiânia                                                        | TV Globo                 | Indicado  | [ 64 ]        |
| 2011 | O Assassinato de Jean Charles de Menezes                                                                | Discovery Channel Brasil | Indicado  | [ 65 ]        |
| 2012 | Profissão Repórter por Crianças e Drogas                                                                | TV Globo                 | Indicado  |               |
| 2013 | Globo Repórter por Rotina e os rituais dos Enawenê-Nawê                                                 | TV Globo                 | Indicado  | [ 66 ]        |
| 2015 | GloboNews por Torre de Davi                                                                             | Globo News               | Indicado  | [ 55 ]        |
| 2016 | GloboNews por Síria em fuga                                                                             | Globo News/TV Globo      | Indicado  | [ 67 ]        |
| 2017 | Globo Repórter por Arte como Passaporte                                                                 | TV Globo                 | Indicado  | [ 57 ]        |
| 2018 | Os filhos da Maria da Penha                                                                             | GloboNews                | Indicado  | [ 58 ]        |
| 2019 | Fantástico por 11 Dias na Coreia do Norte                                                               | TV Globo                 | Indicado  | [ 59 ] [ 60 ] |
| 2020 | Jornal GloboNews por Aliados                                                                            | GloboNews                | Indicado  | [ 61 ]        |
| 2021 | Profissão Repórter e Fantástico por COVID-19: O cotidiano de uma equipe de saúde em um hospital público | TV Globo                 | Indicado  |               |
| 2022 | Domingo Espetacular por Pesquisa de Parkinson                                                           | RecordTV                 | Indicado  | [ 68 ] [ 63 ] |
| 2023 | Abrigo – Inocentes sob ataque                                                                           | Globonews                | Indicado  |               |
| 2024 | Evel, Hazin - Dias de Luto                                                                              | Globonews e Globo        | Indicado  |               |

## Programas Infantis

### Programa de entretenimento infantil pré-escolar
| Ano  | Trabalho         | Emissora                                      | Resultado | Ref.   |
| ---- | ---------------- | --------------------------------------------- | --------- | ------ |
| 2015 | O Zoo da Zu      | Discovery Kids Brasil                         | Indicado  | [ 69 ] |
| 2016 | O Show da Luna   | TV Pinguim / Discovery Networks Latin America | Indicado  |        |
| 2017 | O Diário de Mika | Disney Channel / SuperToons                   | Indicado  | [ 70 ] |

### Programa de entretenimento infantil sem roteiro
| Ano  | Trabalho                | Emissora              | Resultado | Ref.   |
| ---- | ----------------------- | --------------------- | --------- | ------ |
| 2012 | Art Attack              | Disney Channel Brasil | Indicado  | [ 71 ] |
| 2016 | Tem Criança na Cozinha  | Gloob                 | Indicado  |        |
| 2017 | The Voice Kids (Brasil) | TV Globo              | Indicado  | [ 70 ] |
| 2018 | The Voice Kids (Brasil) | TV Globo              | Indicado  | [ 72 ] |

### Série de Animação
| Ano  | Trabalho            | Emissora                          | Resultado | Ref.   |
| ---- | ------------------- | --------------------------------- | --------- | ------ |
| 2016 | SOS Fada Manu       | Gloob                             | Indicado  |        |
| 2019 | Irmão do Jorel      | Copa Studio / Cartoon Network     | Indicado  | [ 73 ] |
| 2020 | Ico Bit Zip         | Copa Studio / National Geographic | Indicado  | [ 74 ] |
| 2023 | O Menino Maluquinho | Chatrone                          | Indicado  | [ 14 ] |
| 2024 | Acorda, Carlo!      | Copa Studio/Netflix               | Indicado  | [ 20 ] |

### Programa Digital
| Ano  | Trabalho                     | Emissora | Resultado | Ref.   |
| ---- | ---------------------------- | -------- | --------- | ------ |
| 2016 | Malhação Sonhos              | TV Globo | Indicado  |        |
| 2017 | Malhação: Seu Lugar no Mundo | TV Globo | Indicado  | [ 70 ] |
| 2019 | Malhação Ao Vivo             | TV Globo | Indicado  | [ 73 ] |

### Programa Factual e Entretenimento
| Ano  | Trabalho                  | Emissora                   | Resultado | Ref.   |
| ---- | ------------------------- | -------------------------- | --------- | ------ |
| 2019 | Nosso Sangue, Nosso Corpo | Fox Lab Brazil / Your Mama | Venceu    | [ 73 ] |
| 2021 | The Voice Kids            | TV Globo                   | Indicado  |        |
| 2023 | Quintal TV                | Canal Futura               | Indicado  | [ 14 ] |

### Telefilme / Minissérie
| Ano  | Trabalho        | Emissora  | Resultado | Ref.   |
| ---- | --------------- | --------- | --------- | ------ |
| 2018 | A Grande Viagem | TV Brasil | Indicado  | [ 75 ] |

### Série Infantil
| Ano  | Trabalho                   | Emissora                             | Resultado | Ref.   |
| ---- | -------------------------- | ------------------------------------ | --------- | ------ |
| 2012 | Julie e os Fantasmas       | Nickelodeon Brasil / TV Bandeirantes | Indicado  | [ 76 ] |
| 2013 | Pedro e Bianca             | TV Cultura                           | Venceu    | [ 77 ] |
| 2015 | Malhação Sonhos            | TV Globo                             | Indicado  | [ 69 ] |
| 2017 | O Zoo da Zu                | Discovery Kids Brasil                | Indicado  | [ 70 ] |
| 2018 | Malhação: Viva a Diferença | TV Globo                             | Venceu    | [ 72 ] |

### Filme / Série Live Action
| Ano  | Trabalho                    | Emissora              | Resultado | Ref.   |
| ---- | --------------------------- | --------------------- | --------- | ------ |
| 2019 | Malhação: Vidas Brasileiras | TV Globo              | Indicado  | [ 73 ] |
| 2020 | Juacas                      | Disney Channel Brasil | Indicado  | [ 74 ] |
| 2024 | Escola de Quebrada          | Paramount+/KondZilla  | Indicado  | [ 20 ] |

### Programa Infanto-juvenil
| Ano  | Trabalho                                    | Emissora   | Resultado | Ref.   |
| ---- | ------------------------------------------- | ---------- | --------- | ------ |
| 1995 | Confissões de Adolescente: O Primeiro Beijo | TV Cultura | Indicado  | [ 78 ] |
| 2009 | Um Menino Muito Maluquinho                  | TVE Brasil | Indicado  | [ 79 ] |
| 2009 | O Natal do Menino Imperador                 | TV Globo   | Indicado  | [ 80 ] |
| 2010 | Dó-Ré-Mi Fábrica                            | TV Globo   | Indicado  | [ 81 ] |
| 2014 | Gaby Estrella                               | Gloob      | Indicado  | [ 82 ] |

### Especial Unicef
| Ano  | Trabalho                    | Emissora   | Resultado | Ref.   |
| ---- | --------------------------- | ---------- | --------- | ------ |
| 1998 | Toda a programação infantil | TV Cultura | Venceu    | [ 83 ] |
| 1999 | Toda a programação infantil | TV Cultura | Venceu    | [ 84 ] |
| 2000 | Toda a programação infantil | TV Cultura | Venceu    | [ 85 ] |

## Conteúdo Digital

### Programa para Jovens e Crianças
| Ano  | Trabalho            | Emissora   | Resultado | Ref.          |
| ---- | ------------------- | ---------- | --------- | ------------- |
| 2013 | Malhação TV Orelha  | TV Globo   | Indicado  | [ 86 ]        |
| 2014 | Malhação Casa Cheia | TV Globo   | Indicado  | [ 87 ]        |
| 2015 | Incluir Brincando   | TV Cultura | Indicado  | [ 88 ] [ 89 ] |

### Programa de Ficção
| Ano  | Trabalho                | Emissora | Resultado | Ref.          |
| ---- | ----------------------- | -------- | --------- | ------------- |
| 2011 | As vozes do Araguaia    | TV Globo | Indicado  | [ 90 ]        |
| 2013 | Amor Eterno Amor        | TV Globo | Indicado  | [ 91 ]        |
| 2015 | Geração Brasil: Filma-E | TV Globo | Indicado  | [ 88 ] [ 92 ] |

### Programa de não-ficção
| Ano  | Trabalho                            | Emissora                         | Resultado | Ref.          |
| ---- | ----------------------------------- | -------------------------------- | --------- | ------------- |
| 2011 | Globo Amazônia (Os Geoglifos)       | TV Globo                         | Indicado  | [ 93 ]        |
| 2012 | Enchentes no Rio                    | G1                               | Indicado  | [ 94 ]        |
| 2015 | Neymar Jr's Life Outside the Fields | Losbragas Productions / NRSports | Indicado  | [ 88 ] [ 95 ] |

## Resumo
| Canal/emissora              | Indicações | Prêmios |
| --------------------------- | ---------- | ------- |
| TV Globo                    | 109        | 18      |
| HBO Brasil                  | 8          | 0       |
| Globoplay                   | 7          | 0       |
| TV Cultura                  | 6          | 4       |
| Discovery Channel do Brasil | 4          | 0       |
| GNT                         | 4          | 0       |
| Netflix                     | 3          | 2       |
| Gloob                       | 3          | 0       |
| Fox Brasil                  | 3          | 0       |
| Paramount+                  | 2          | 0       |
| GloboNews                   | 2          | 0       |
| RecordTV                    | 2          | 0       |
| Max                         | 1          | 1       |
| Disney Channel do Brasil    | 1          | 0       |
| Futura                      | 2          | 0       |
| History Channel             | 1          | 0       |
| MTV                         | 1          | 0       |
| Nickelodeon                 | 1          | 0       |
| TV Bandeirantes             | 1          | 0       |
| TVE Brasil                  | 1          | 0       |